# Antolin Pablos Villanueva
Antolin (Antolín) Pablos Villanueva (ur. 2 września 1871 w Villa de Lerma, zm. 8 listopada 1936) – hiszpański benedyktyn, męczennik i błogosławiony Kościoła katolickiego.

## Życiorys
W 1890 roku w klasztorze w Silosie został wyświęcony na kapłana, a 19 września 1896 roku otrzymał święcenia kapłańskie. Studiował dyplomację i historię w Paryżu. W 1902 roku decyzją władz zakonnych został wysłany w Meksyku. W wyniku prześladowań religijnych ukrywał się na  Isla de Pinos na Kubie. Powrócił do Hiszpanii w 1919 roku. Po rozpoczęciu wojny domowej został aresztowany i rozstrzelany 8 listopada 1936 roku.
Beatyfikował go kardynał Angelo Amato w imieniu papieża Franciszka 29 października 2016. Razem z nim zostali beatyfikowani trzej inni męczennicy z zakonu benedyktynów: Józef Antoni Gómez, Jan Rafał Marian Alcocer Martínez i Ludwik Vidaurrázaga Gonzáles.